# Adolf Klügmann
Pour les articles homonymes, voir Klügmann.
Adolf Klügmann (1837–1880) est un archéologue et numismate allemand.

## Biographie
Il est l'élève d'Otto Jahn à l'université de Bonn, puis poursuit ses études aux universités de Berlin et de Göttingen. En 1861, il part en Italie et s'installe à Rome, où il sera notamment bibliothécaire à l'Institut archéologique allemand.
Il s'intéressa particulièrement aux miroirs étrusques, à la numismatique romaine, à la peinture grecque sur céramique, ainsi qu'au mythe grec des Amazones.
De santé fragile, Adolf Klügmann meurt à l'âge de quarante-trois ans à Rome, où il est inhumé.

## Publications sélectives
- (de) Die Amazonen in der attischen Literatur und Kunst. Eine archaeologische Abhandlung, Stuttgart : W. Spemann, 1875 (lire en ligne sur Google Livres).
- (it) L'Effigie di Roma sui tipi monetari più antichi, Rome : Ermanno Loescher, 1879.